# Каппо (медицина)
Каппо (活法; наука оживления) — традиционная японская система методов лечения и оказания неотложной медицинской помощи, которая основана на стимуляции акупунктурных точек на человеческом теле.
Возникновение системы каппо связывают с влиянием на японскую культуру традиционных китайских боевых искусств и медицины. Примерно в VI веке китайские методы были позаимствованы японцами. Этот момент пришёлся на период расцвета в Японии культуры, науки и искусств.
В XVII веке японский лекарь и мастер единоборств Акаяма Сиробеи совершил путешествие в Китай, где занимался изучением традиционной китайской медицины и некоторых стилей ушу. Вернувшись в Японию он занялся систематизацией известных ему сведений со своими последователями. После 12 месяцев затворничества в своём доме он выделил три тысячи боевых приёмов, скомпоновав их в единую систему. Она была предложена на рассмотрение императорской комиссии. После изучения и обсуждения этой новой системы из неё были отобраны около 300 технических элементов, а остальные были отвергнуты из-за чрезмерной жестокости. Одобренный арсенал приёмов стал фундаментом нового единоборства дзю-дзюцу йосин-рю (см. Ёсин-рю) — боевого искусства мягкости школы Сердца ивы. Тем не менее, в его составе оставались достаточно жёсткие и даже опасные для жизни способы поражения противника, например — удушающие, оглушающие, калечащие и т. п. В связи с этим Сиробеи дополнил свой стиль боя методами оказания первой помощи и реанимации — каппо.
Значительный вклад в совершенствование техники каппо внесли японские мастера джиу-джитсу начала XVIII века. Развитие методов каппо шло одновременно с искусством саппо — техниками поражения уязвимых точек на теле человека. Обе системы рассматривались мастерами как тайные знания. Их секреты передавались из уст в уста, а ученикам запрещалось обучать непосвящённых без позволения патриархов.
В дальнейшем было произведено переосмысление основ каппо и эта система сейчас считается частью японского исторического наследия.